# Lijst van gemeentelijke monumenten in Groningen (provincie)

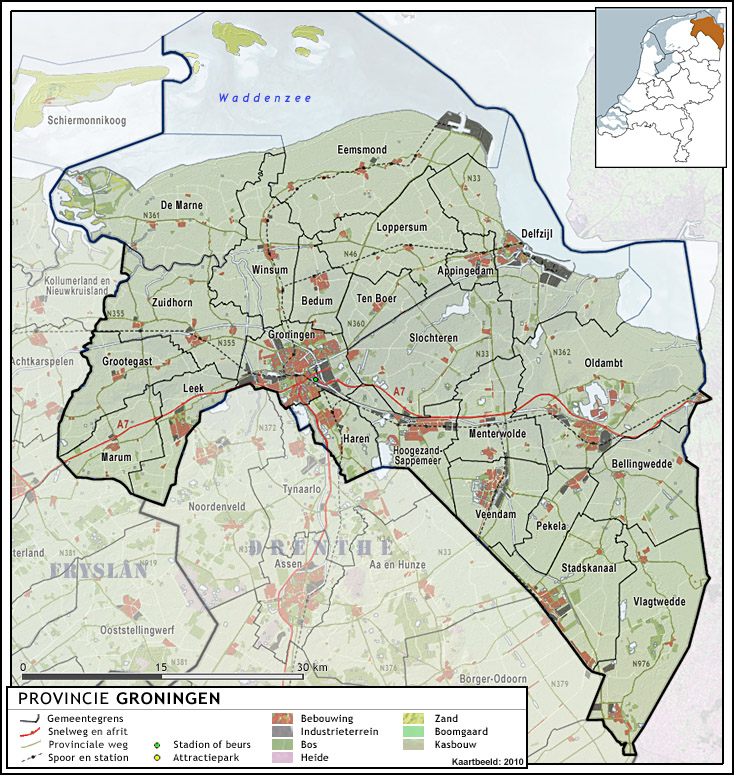
Groningen

Een aantal gemeenten in Groningen hebben gemeentelijke monumenten aangewezen.
- Eemsdelta: zie Lijst van gemeentelijke monumenten in Eemsdelta
- Groningen (stad): zie Lijst van gemeentelijke monumenten in Groningen (stad)
Voor de voormalige gemeente Haren: zie Lijst van gemeentelijke monumenten in Haren
De voormalige gemeente Ten Boer had geen gemeentelijke monumenten
- Het Hogeland: zie Lijst van gemeentelijke monumenten in Het Hogeland
De voormalige gemeente Bedum had geen gemeentelijke monumenten
De voormalige gemeente De Marne had geen gemeentelijke monumenten
- Midden-Groningen: zie Lijst van gemeentelijke monumenten in Midden-Groningen
- Oldambt: zie Lijst van gemeentelijke monumenten in Oldambt
- Pekela: zie Lijst van gemeentelijke monumenten in Pekela
- Stadskanaal: zie Lijst van gemeentelijke monumenten in Stadskanaal
- Veendam: zie Lijst van gemeentelijke monumenten in Veendam
- Westerkwartier: zie Lijst van gemeentelijke monumenten in Westerkwartier
De voormalige gemeente Grootegast had geen gemeentelijke monumenten
De voormalige gemeente Marum had geen gemeentelijke monumenten
- Westerwolde heeft geen gemeentelijke monumenten
De voormalige gemeente Bellingwedde had geen gemeentelijke monumenten
De voormalige gemeente Vlagtwedde had geen gemeentelijke monumenten